# Sringeri
Sringeri – miasto w Indiach, w stanie Karnataka. W 2011 roku liczyło 3922 mieszkańców.